# Pierre-Jacques Le Maître
Pierre-Jacques Le Maître est un avocat, secrétaire du Conseil ordinaire des Finances sous Louis XVI et membre de l'agence de Paris du réseau d'Antraigues sous la Révolution.

## Jeunesse
Il naît à Honfleur d'un père, Jacques-Romain, capitaine de navire dont les ancêtres sont des marchands rouennais et qui est déjà reparti en mer quand sa femme, née Marguerite Le François, accouche. Il est baptisé le 21 juin 1742. Après des études de droit à l'université de Caen de 1758 à 1761, il s'installe à Rouen comme avocat au Parlement de Normandie en 1762.
Dans cette charge, il épouse la cause des parlements en lutte contre le pouvoir royal. Proche de La Chalotais, il soutient sa lutte contre les Jésuites, dont la compagnie sera dissoute en 1764. Le Maître compte beaucoup d'amis dans les milieux jansénistes.  Protégé de Miromesnil, le puissant premier président du Parlement de Normandie, il travaille à ses côtés au moment où les parlements cherchent à riposter à l'édit de décembre 1770 les réglementant. Le moyen : une imprimerie portative (et naturellement clandestine) que lui a procuré le conseiller Le Camus de Néville, qui lui sert à diffuser des écrits favorables à la magistrature en contournant la censure. Le fermier général Augeard, secrétaire des commandements de Marie-Antoinette, en témoigne. Il connaît Le Maître depuis 1774 et l'a utilisé pendant des années pour imprimer ses propres libelles. En attendant, l'imprimerie clandestine de Le Maître tourne à plein régime au château de Néville, non loin de celui de Miromesnil ; elle alimente la fronde parlementaire et des revendications politiques regroupées dans une Requête au Roi, de 1772. Mais quand ces textes arrivent entre les mains du pouvoir, Le Maître est arrêté et conduit à la Bastille le 26 octobre 1772. Comme Sartine lui a laissé de l'encre et du papier, il lui écrit chaque semaine des missives qui constituent une intéressante chronique de la vie dans la forteresse ; elles sont conservées à la bibliothèque de l'Arsenal. En l'absence d'aveux, il est libéré le 15 janvier 1774. La même année, les parlements sont rappelés et Miromesnil devient garde des Sceaux.

## Secrétaire du Conseil des Finances

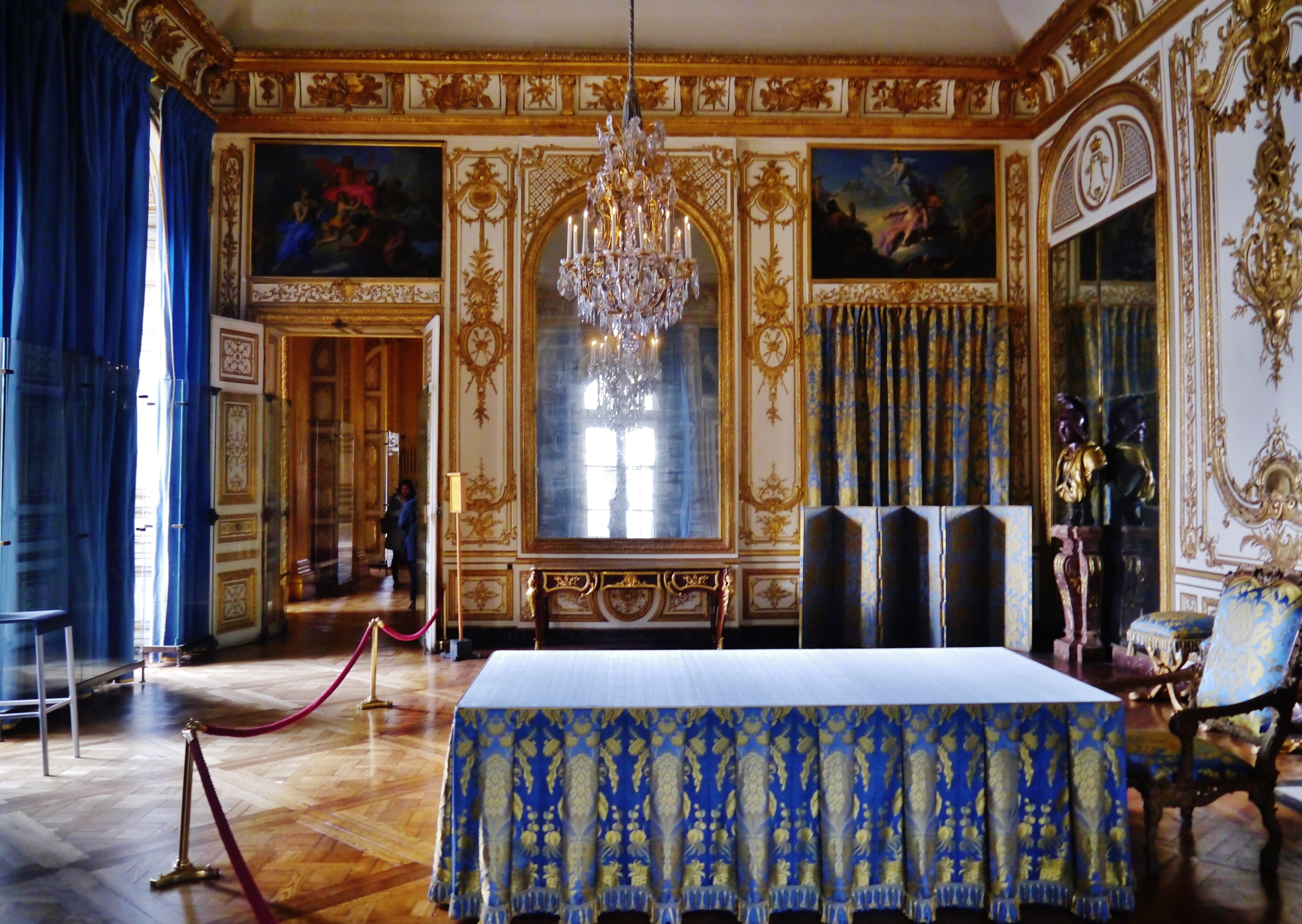
Salle du Conseil, Versailles

Au courant du rôle qu'a joué Le Maître, Miromesnil l'engage à venir à Paris. C'est là qu'il fait la connaissance d'Augeard, grand amateur de libelles, qui ne va plus le lâcher. C'est en particulier grâce à ce dernier qu'il va pouvoir acquérir la charge la plus chère du royaume, celle de secrétaire du Conseil des Finances, l'un des quatre appelés à siéger par quartier dans la salle du Conseil au château de Versailles, qui sont logés en ville dans un appartement loué rue de la Paroisse et à Fontainebleau dans le bel hôtel dit des Quatre-Secrétaires, qui subsiste. Augeard savait qu'une charge de secrétaire des Finances détenue par ses cousins de Vougny était disponible. La transaction se fait le 4 février 1778, au prix de six cent dix-huit mille livres, payables un quart trois mois après la démission du sieur Vougny, un quart dix-huit mois plus tard, et la moitié sous forme de rente. En fait, si Le Maître s'est engagé, c'est qu'il s'apprête à faire un riche mariage.
Ensuite, les événements s'enchaînent : Louis XVI ratifie la transaction le 27 mai, Jean-Marie de Vougny démissionne le 1er juin, et le 14 juillet, Pierre-Jacques épouse à Rouen-Saint-Jean Marie-Félicité Delavigne. Elle est la fille de Jean-Charles, négociant, ajusteur en la Monnaie de Rouen, accessoirement banquier, dont le patrimoine comprendra pas moins de cinq châteaux autour de la forêt de Lyons à la veille de la Révolution. Aux générations précédentes, il y a eu deux alliances entre les Delavigne et les Le Maître, ce qui explique ce mariage. Mais malgré la dot de 108.000 livres, Pierre-Jacques aura des difficultés à faire face aux échéances.
Le voilà maintenant au cœur du pouvoir, dont il peut suivre toutes les décisions, car les secrétaires des Finances ont la qualité de conseillers du Roi en ses Conseils et peuvent de ce fait assister aux autres conseils (d'État, des Dépêches, du Commerce) qu'ils soient ou non de quartier. En 1779, il établit ses bureaux et son logement familial à Paris, dans une grande maison qu'il loue au 16 rue Sainte-Croix-de-la-Bretonnerie, où il a fait venir sa mère. Ils y resteront seize ans. Mais dès les premières années, il est pris à la gorge par les problèmes financiers. Ne pouvant payer la deuxième échéance due à M. de Vougny, il obtient d'en transformer l'essentiel en rente, ce qui lui fera un total de rentes de 22.500 livres face à des revenus de sa charge qui sont de 30.000 livres. C'est très peu pour faire vivre sa famille, payer ses déplacements et le salaire d'un commis. Le coup de grâce est porté par Necker, qui, au nom de l'austérité, veut rogner sur les revenus des charges. Les quatre secrétaires protestent à l'unisson. Mais Le Maître va plus loin, il va se servir de l'imprimerie portative qu'il a fait venir à Paris et entreposée dans la cave d'Augeard, complétée par du matériel de ce dernier. Les deux compères vont prendre pour cible Necker : ils publient une Lettre d'un ami à Monsieur Necker, qu'ils disent concertée avec Maurepas. Ils sont alors rejoints par un autre opposant doué pour l'intrigue : Calonne, qui leur montre un texte intitulé Les Comment. Augeard écrit une suite : Les Pourquoi. Calonne y rajoute une Lettre du marquis de Carraccioli. Le tout est imprimé par Le Maître. 
La machine est en route et ne va pas s'arrêter, d'autant que le succès est au rendez-vous. Mais après avoir été nommé Contrôleur général des finances, Calonne donne en 1784 un arbitrage défavorable à Augeard dans un procès qui l'oppose à un autre fermier général. La vengeance prend la forme d'un nouveau pamphlet, Arrêt, qui attaque le premier grand emprunt de cent-vingt-cinq millions qu'a décidé Calonne. Le Maître a transféré chez lui les caractères d'imprimerie déposés chez Augeard et continue de publier des libelles. Les planches sont composées dans sa cave et portées à Belleville où il dispose d'une presse à bras dans un petit local. C'est lors d'un de ces voyages qu'il est arrêté le 5 décembre 1785. La police retrouve à son domicile de nombreux libelles, dont certains contre son ancien mentor, le garde des Sceaux Miromesnil, et il est mis au secret d'abord à la Bastille, puis au Châtelet, jusqu'à son procès devant la Chambre criminelle du Châtelet en janvier 1786. Le tribunal fait preuve d'une étonnante mansuétude en le relaxant. Peut-être est-ce une intervention de Calonne inquiet des révélations qu'aurait pu faire Le Maître. A cette occasion, il est devenu une célébrité, car des journaux comme les Mémoires secrets de Bachaumont ont assuré une large publicité à cette affaire. Ce sont eux qui expliquent que Le Maître s'en est pris à Miromesnil parce qu'il n'avait pas fait pour lui tout ce qu'il lui avait promis.
En mai 1787, Calonne, qu'Augeard a vivement critiqué devant la reine, est remplacé par Loménie de Brienne. Ce dernier procède à une large réforme de l'administration et des finances en décembre. Il se heurte aussitôt à l'opposition des parlements qui tiennent à leurs privilèges. L'un des plus en flèche est celui de Rennes. En juin 1788, la police découvre que Le Maître encourage cette rébellion. Il est arrêté le 1er juillet et sa maison est perquisitionnée. On y trouve nombre de brochures séditieuses. Le Maître a beau jeu de dire qu'il n'a plus d'imprimerie et qu'on les a glissées sous sa porte. Mais, victime d'une lettre de cachet, il est conduit à la Bastille où il restera trois mois.

## Révolution

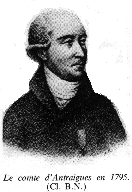

Un décret du 5 décembre 1790 supprime les droits de greffe. Les scellés sont apposés en avril 1791 sur le greffe de la rue Sainte-Croix-de-la-Bretonnerie et ses archives saisies. Malgré les protestations de Le Maître, la liquidation de sa charge s'effectue, moyennant le paiement de titres de rente fin 1794, qui lui serviront surtout à dédommager les héritiers Vougny.
Mais dès 1790, il est recruté par le comte d'Antraigues pour entrer dans sa conspiration royaliste. D'Antraigues, membre de l'Assemblée nationale, a dû s'enfuir de France à la suite de l'affaire Favras. Réfugié en Italie du Nord, il a l'idée de créer un bulletin d'informations confidentielles sur ce qui se passe à Paris, à l'attention des cours d'Europe, d'abord celle de Madrid (par l'intermédiaire de l'ambassadeur Las Casas), puis Vienne, Londres et les princes à Coblentz. Il recrute trois agents sur place, Le Maître,    le chevalier des Pommelles et l'abbé Brotier. Ils sont tous des collaborateurs du Journal de Fontenai, dirigé par l'abbé de Fontenai. Et l'abbé Brotier, neveu du savant Gabriel Brotier, a aidé Le Maître dans son travail clandestin d'écriture et d'impression de libelles dans les années 1780. Ils utilisent Duverne de Presle comme agent de liaison et seront rejoints en 1793 par François-Nicolas Sourdat, ancien lieutenant général de police à Troyes. Voilà constituée l'agence royaliste de Paris du réseau d'Antraigues, dite aussi la Manufacture. Ils font partie des ultras, opposés à l'abolition des privilèges et à la monarchie constitutionnelle. Dans son avant-propos du livre de Jacqueline Chaumié, Robert Mandrou rappelle que « d'Antraigues a été à la veille de la Révolution une des têtes de ce parti aristocratique qui s'attaqua violemment à la Monarchie».
Un incident de 1791 ne laissera pas de doutes sur leur orientation : ils travaillent pour les princes. C'est Augeard qui l'explique : quand des personnes ont reproché à Le Maître et des Pommelles d'avoir donné au journal de Fontenai des détails sur un nouveau projet d'évasion du roi (publiés le 12 novembre), ils ont répondu que c'était à la demande de Coblentz, car ce n'était pas dans la vue des princes,. A en croire d'Antraigues, des Pommelles aurait récidivé en février 1792, en dissuadant Louis XVI d'accepter un nouveau projet d'évasion proposé par Fersen, mais l'information est contredite par Fersen lui-même : il y a bien eu un projet, mais Louis XVI a refusé pour d'autres raisons. C'est d'ailleurs une des caractéristiques du bulletin de d'Antraigues : il reçoit des nouvelles de Paris (écrites à l'encre sympathique), qui peuvent n'être que des ragots, et les réécrit à sa façon. En l'espèce, c'est une demi-vérité, mais la performance est grande car l'information était des plus confidentielles.
Après l'emprisonnement de la famille royale, Le Maître et des Pommelles sont pris dans une rafle de suspects. Ils font jouer une relation bien placée, Tallien, alors greffier de la Commune, qui leur donne des certificats de bonne conduite. D'après une lettre de d'Antraigues, ils seront libérés parce que Pétion, Hérault de Séchelles et Torné se portent garants qu'ils ne sont pas « monarchiens », alors même qu'on les sait royalistes,. Des relations se sont en fait développées à l'époque entre ces ultras et les Jacobins, cultivées par les agents de la Manufacture. Cela semble étonnant mais Jacqueline Chaumié voit plusieurs points de convergence entre ces factions, en principe opposées mais qui ont quelquefois des intérêts communs. Ces liens étaient en tout cas nécessaires à l'équipe de d'Antraigues pour se procurer des informations. Mais leur libération rapide leur donne un sentiment d'impunité.
Le Journal de Fontenai ayant été arrêté au 10 août, une autre feuille, teintée de jacobinisme, accueille les articles de Le Maître, il s'agit de l'Abréviateur universel. Un an plus tard, il est à nouveau arrêté, le 14 septembre 1793, et ses papiers sont saisis. Il est accusé « de n'avoir présenté aucun moyen d'existence, de fréquenter des aristocrates, de s'être caché à toutes les époques… pour cabaler avec les ennemis de la liberté ». Il est incarcéré à la Force. Sa ligne de défense est classique : comment peut-on mettre en prison quelqu'un qui s'est battu contre la tyrannie de la Cour au point d'avoir été trois fois embastillé ? Mais l'époque a changé et il obtient juste d'être transféré le 15 juillet 1794 dans une prison moins dure : les Anglaises de la rue de Charenton. Après le 9 Thermidor, Le Maître, toujours en prison, apprend successivement la mort de sa mère et celle de son fils de douze ans. Il n'est relâché que le 15 septembre.
La grande affaire qui agite les conspirateurs en tous genres après Thermidor est la libération de Louis XVII. Au sein de la Manufacture, Sourdat, ardent royaliste, est en flèche sur le sujet. Brotier et des Pommelles sont plus en retrait, en tant qu'agents des princes. Brotier écrit le 26 octobre à d'Antraigues : « C'est Sourdat qui prend les mesures pour s'assurer du neveu du gros frère [Provence] et prétend avoir d'excellents moyens ». Dans une lettre ultérieure, il précise que Sourdat voudrait l'envoyer à l'armée de Condé alors qu'il aurait préféré la Vendée ou l'Espagne. L'affaire n'aura pas de suite.
L'hiver qui suit Thermidor est particulièrement rude, la disette s'installe, les inégalités se creusent et la colère monte. Le Maître saisit l'occasion pour lancer une nouvelle feuille, le Ventriloque, qui aura dix numéros. Son sous-titre est ventre affamé n'a pas d'oreilles, et indique son thème : « La première réflexion que fait mon ventre, c'est que lorsqu'il y avait un roi, mon ventre n'a jamais été réduit à la diète qu'il éprouve, et il conclut qu'il vaut mieux un roi qu'une Convention ». Il ajoute : « Autrefois nous n'avions qu'un roi ; aujourd'hui nous avons 750 rois qui forment autant de dynasties… Qui donc les entretient ? Mon ventre !». D'Antraigues, visiblement enchanté, applaudit et envoie des fonds à Le Maître pour soutenir son action.
A côté de ses écrits publics, Le Maître continue en 1795 son travail de renseignement. Il pilote un petit réseau et correspond avec d'Antraigues par un système de « boites aux lettres », souvent des commerçants du Marais qui lui rendent ce service. Ces détails nous sont connus par le Recueil de la correspondance saisie chez Le Maître et dont la Convention a ordonné l'impression. Si, au moment de la Terreur, on ignore encore le nom de la taupe des Comités qui renseignait les agents de la Manufacture (Hérault de Séchelles ou Tallien ?), on sait qu'en 1795 Le Maître soudoie un employé du Comité de Salut Public, Antoine Huguet, dit Desfarges. D'Antraigues demande à Le Maître de lui fournir des renseignements à l'usage des Anglais, qui en réclament, et mobilise son équipe en vue du débarquement de Quiberon. 
Ce débarquement se solde par une lourde défaite de la coalition Chouans - émigrés. Le Maître est indigné de voir Tallien ordonner des exécutions en masse. D'Antraigues reporte alors son espoir sur un soulèvement des sections de Paris contre la Convention : en effet le vote le 22 août du décret des deux tiers, en protégeant la Convention en place, crée une situation favorable aux opposants. Le Maître profite de leur indignation pour multiplier les démarches auprès des sections et de certains Conventionnels comme Cambacérès. Il est épaulé par Brotier. Au matin du 13 vendémiaire, l'insurrection commence.
Après son échec, Le Maître est resté sur place. Mais un de ses agents, Besse, le dénonce et il est arrêté le 12 octobre avec ses complices, dont Brotier. La perquisition qui suit permet de découvrir, entre deux matelas, toute la correspondance de Le Maître, et des notes écrites par lui sur les Conventionnels. C'est un coup de tonnerre dans les milieux politiques. Gamon et Cambacérès, cités dans les lettres, parviennent difficilement à se disculper, mais d'autres tremblent. À partir de là, il importe surtout de le faire taire, et au terme d'un procès commencé le 21 octobre devant le tribunal militaire présidé par le général Lestrange, Le Maître est condamné à mort le 9 novembre et exécuté le 10. André Doyon relève la pression exercée sur le tribunal par Merlin de Douai pour en finir au plus vite. Il est à noter que les autres prévenus sont condamnés à des peines infimes voire, comme Brotier, acquittés.

## Après sa mort
Dutheil, agent des princes à Londres, incrimine les façons de faire de d'Antraigues : « Ce qui vient d'arriver à M. Le Maître et qu'il était impossible qu'il ne lui arrivât pas devrait ouvrir les yeux sur ce qui est fait par la personne [d'Antraigues] ». Et le baron de Flachslanden, chancelier de Louis XVIII, confirme que Le Maître était bien le correspondant du Roi, mais invite à dire partout le contraire.
Sa veuve connaît plusieurs années difficiles, d'autant que la police a fait main basse sur son argenterie et son numéraire. Mais elle hérite en 1800 de son père un grand château à Écouis, face à la Collégiale (démoli au début des années 2000), un autre, celui de Croix-Mesnil sur Lyons-la-Forêt, plus des fermes, la Lande (sur Lyons), le Plessis et les Broches (sur Touffreville). Elle n'aura guère le temps d'en profiter puisqu'elle meurt le 2 octobre 1802 en son château d'Écouis.

## Principales archives
- Archives privées : partie non microfilmée des archives Delavigne-Quesnel du château de Belay (Anglet), passée à André Doyon, puis à Hervé de Corbiac (la partie microfilmée est aux AN en 209 MI)
- Archives nationales : correspondance de Dutheil, agent des princes à Londres. Procès Le Maître de 1795 (imprimés et manuscrits)
- Bibliothèque de l'Arsenal : dossier Bastille
- Archives du ministère des Affaires étrangères : fonds Bourbon (MD 628, 629, 637...). Correspondance Venise
- Espagne : Archivo histórico nacional (fonds Las Casas, ambassadeur d'Espagne à Venise, le plus complet ensemble de bulletins de d'Antraigues)
- Angleterre : Public Record Office, British Library (fonds Puisaye et Dropmore Papers de lord Grenville)